# Blaue Flut
Die Blaue Flut ist ein Bach im Altenburger Land in Thüringen und rechtsseitiger Zufluss des Gerstenbachs, der in die Pleiße mündet. Seinen Namen hat der Bach von einer Färberei, die im 20. Jahrhundert ihr vorwiegend blaues Färbereiwasser ungeklärt in den Bach abließ.

## Verlauf
Der Bach mit dem bedeutungsvollen Namen hat zwei Quellbäche: Blaue Flut und Kleine Blaue Flut.
Die Blaue Flut entspringt in etwa 265 m Höhe ü. NN bei Graicha und fließt zunächst in östliche Richtung über Altkirchen, wo sie den Trebulaer Bach aufnimmt, bis Burkersdorf. Hier biegt der Bach nach Nordwesten ab in Richtung der beiden Teiche bei der Wüstung Schlöpitz, wo er die Kleine Blaue Flut von links aufnimmt.
Die Kleine Blaue Flut entspringt in etwa 240 m Höhe ü. NN in der Dorflage von Großtauschwitz. Sie fließt in fast gerader Linie nach Nordosten, erfährt einen ersten Stau bei Gödissa, und setzt in unveränderter Himmelsrichtung ihren Lauf durch Göldschen fort. Bei der Wüstung Schlöpitz speist sie die beiden genannten Teiche, wo sie in die Blaue Flut mündet.
Von hier fließt der Bach in nordöstlicher Richtung vorbei an Kürbitz, durch Kosma und zu den Altenburger Teichen. Nach der teilweise unterirdischen Durchquerung von Altenburg und Kauerndorf mündet er bei Unterzetzscha in einer Höhe von etwa 150 m ü. NN in den von links kommenden Gerstenbach, einen linken Nebenfluss der Pleiße. Die Blaue Flut hat ab ihrer Quelle bei Graicha 23 km und ab Großtauschwitz 13,2 km mit 70 bzw. 90 m Höhenunterschied zurückgelegt.

## Zuflüsse
Der größte Zufluss der Blauen Flut ist mit einer Länge von 14 km der Kleine Jordan/Deutsche Bach. Er entspringt in der Nähe der Ortslage Prehna und fließt nach Nordosten, wo er kurz vor Romschütz den Schwanditzbach aufnimmt. Ab dem Altenburger Stadtteil Steinwitz wird der Kleine Jordan als Deutscher Bach bezeichnet. Er mündet nördlich des Bahnhofs Altenburg in die Blaue Flut.